# Nasaf Qarshi
O Nasaf Qarshi é um clube de futebol uzbeque com sede em Qarshi. A equipe compete no Campeonato Uzbeque de Futebol.
O clube foi fundado em 1986.